# 壶冠龙胆
壶冠龙胆（学名：Gentiana elwesii）是龙胆科龙胆属的植物。分布于尼泊尔、锡金、不丹、印度以及中国大陆的西藏等地，生长于海拔4,200米的地区，一般生长在山坡灌丛中，目前尚未由人工引种栽培。